# Мидзунами
Мидзунами (яп. 瑞浪市 Мидзунами-си) — город в Японии, находящийся в префектуре Гифу. Площадь города составляет 175,00 км², население — 39 005 человек (1 июля 2014), плотность населения — 222,89 чел./км².

## Географическое положение
Город расположен на острове Хонсю в префектуре Гифу региона Тюбу. С ним граничат города Эна, Токи, Тоёта и посёлки Митаке, Яоцу.

## Население
Население города составляет 39 005 человек (1 июля 2014), а плотность — 222,89 чел./км². Изменение численности населения с 1980 по 2005 годы:
| 1980 | 40 066 чел. |  |
| 1985 | 40 078 чел. |  |
| 1990 | 41 006 чел. |  |
| 1995 | 42 003 чел. |  |
| 2000 | 42 298 чел. |  |
| 2005 | 42 065 чел. |  |

## Символика
Деревом города считается сосна, цветком — Platycodon grandiflorus, птицей — Cettia diphone.

## Известные уроженцы
Хироо Амано — японский скульптор